# Smokvica Krmpotska
Smokvica Krmpotska je naselje u gradu Novi Vinodolski u Primorsko-goranskoj županiji. 
Smokvica su naselja obalnog karaktera s 48 stanovnika (popis 2001.). Naselje se razvilo samo za stambenu funkciju, dijelom uz pružanje ugostiteljsko-turističkih usluga (privatni smještaj).

## Zemljopis
Mjesto se nalazi 7,5 km jugo-zapadno od Novog Vinodolskog.

## Stanovništvo
- 2001. – 48
- 1991. – 29 (Hrvati – 24, Srbi – 1, ostali – 4)
- 1981. – 20 (Hrvati – 12, Jugoslaveni – 8)
- 1971. – 29 (Hrvati – 29)

| broj stanovnika | 38    |       | 46    | 52    | 61    | 56    | 59    | 52    | 47    | 44    | 31    | 29    | 20    | 29    | 48    | 47    | 29    |
|                 | 1857. | 1869. | 1880. | 1890. | 1900. | 1910. | 1921. | 1931. | 1948. | 1953. | 1961. | 1971. | 1981. | 1991. | 2001. | 2011. | 2021. |